# Thiemes Hof

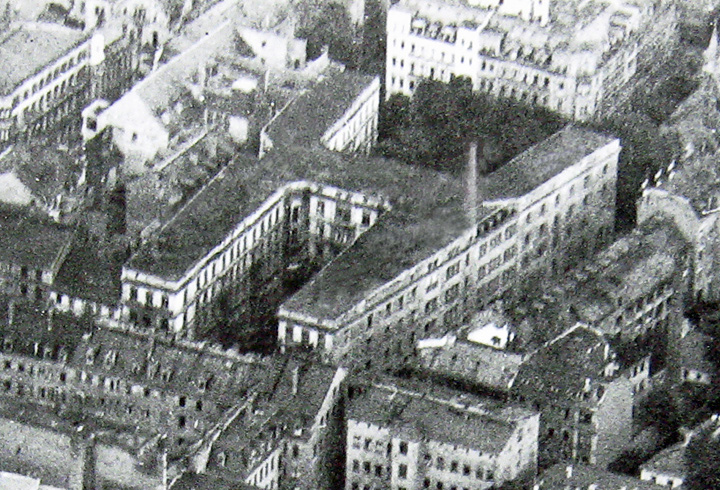
Thiemes Hof – vorne die Querstraße (um 1930)

Thiemes Hof war ein Wohngebäude aus den 1870er Jahren in der Ostvorstadt von Leipzig. Nach seinem Verfall und Abriss entstand bis 2019 ein neuer Wohnkomplex, das Garten-Carré.

## Lage und Gestalt

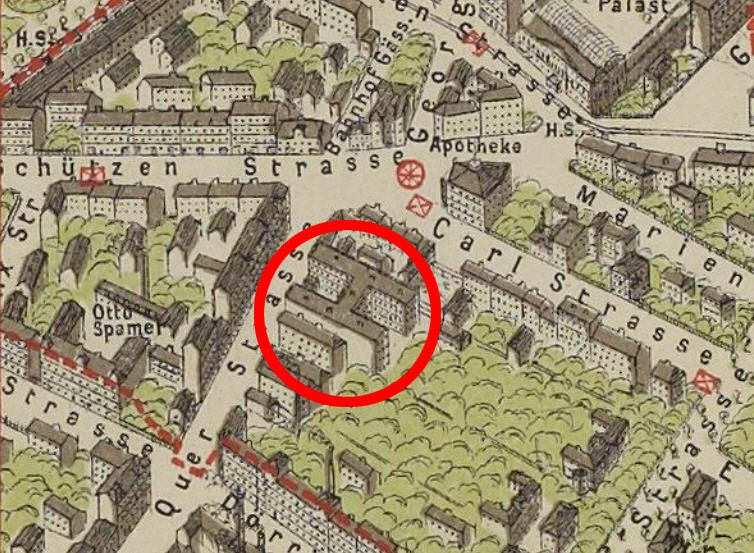
Thiemes Hof, Plan von 1884

Thiemes Hof mit der Adresse Querstraße 26/28 lag zwischen der Karlstraße (heute Büttnerstraße) und Czermaks Garten. Seine Nähe zur Innenstadt wird durch den Abstand von knapp 200 Metern zum Georgiring deutlich.
Thiemes Hof bildeten zwei lange, mit dem Giebel zur Querstraße stehende Gebäude, die in ihrer Mitte durch einen Querbau verbunden waren. So entstanden zwei getrennte, nach den Giebelseiten offene Hofbereiche. Wegen des nicht rechtwinkligen Straßenverlaufs waren die Außenseiten nicht parallel. Das wurde im vorderen Hof ausgeglichen durch eine Zunahme der Gebäudebreite des rechten Flügels, während im hinteren Hof die Nichtparallelität auf den Hof übertragen wurde.
Die Gebäude waren viergeschossig mit Souterrain, niedrigem Dachbodenbereich und Flachdach. Der Mittelteil zeigte zu späterer Zeit ein weiteres Stockwerk mit Mansarddach. Die Fassaden trugen klassizistische Architekturelemente.

## Geschichte
1872 hatte Professor Johann Nepomuk Czermak (1828–1873) in seinem Garten sein Spektatorium errichtet. Nach seinem Tod wurde dieses 1873 ins Universitätsviertel an der Brüderstraße umgesetzt und der Gartenbereich für Neubauten parzelliert. Czermaks Witwe Marie von Lämel-Czermak, eine Tochter des vermögenden Prager Bankiers Leopold von Lämel (1790–1867), ließ auf einem 4.640 m² großen Grundstück an der Querstraße vom Leipziger Architekten Otto Steib einen Wohnkomplex errichten. Diesen kaufte 1910 der Leipziger Schneider und Kaufmann Hugo Alfred Thieme und benannte ihn Thiemes Hof.
Während des Zweiten Weltkriegs nahezu ohne Schäden geblieben, wurde das Wohngebäude später teilweise auch gewerblich genutzt. Die Firma Heinrich Malinski war in Thiemes Hof ansässig, die hier seit den 1950er Jahren bis 1972 optische Geräte produzierte. Während der DDR-Zeit verfiel die Bausubstanz. Nach 1989 glich das gesamte Viertel rund um Thiemes Hof einer „Ruinenlandschaft“. 1991 kaufte der Bauunternehmer Jürgen Schneider (* 1934) die Immobilie von einer Erbengemeinschaft für 15 Millionen DM in der Absicht, dort ein Einkaufs- und Geschäftszentrum zu errichten. Nach Schneiders Konkurs 1994 wollte der neue Besitzer, die Firma MIB, eine Seniorenresidenz errichten, ging aber vorher ebenfalls in Konkurs. 2003 war das Gebäude so baufällig geworden, dass es abgerissen werden musste. Danach wurde unter der Leitung der LESG mbH als Vergabe-ABM eine Grünfläche angelegt. Das Unternehmen kostete 870.000 Euro. Diese Wiese wurde mitunter als die teuerste der Stadt bezeichnet.

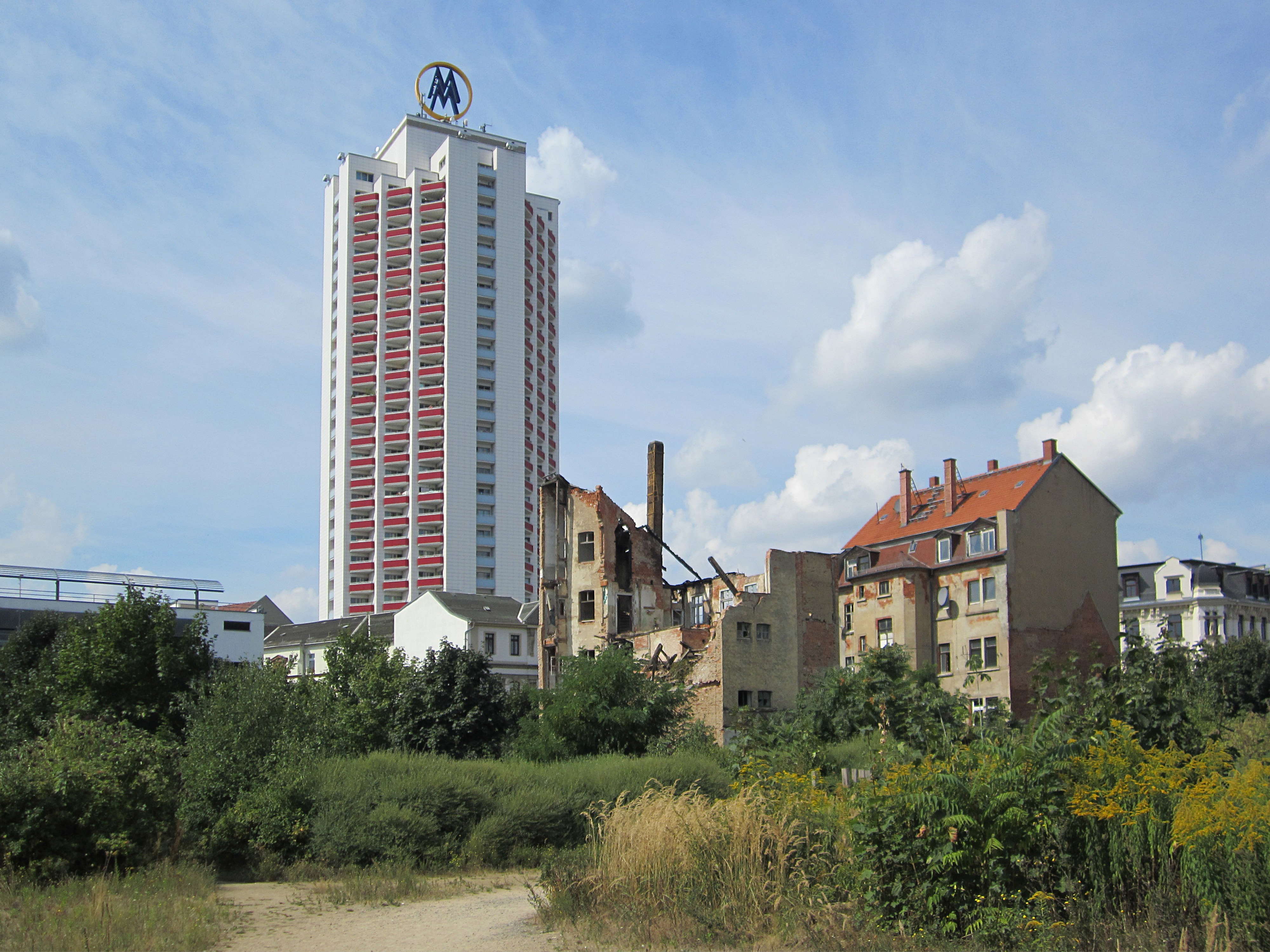
Bereich von Thiemes Hof (2013)
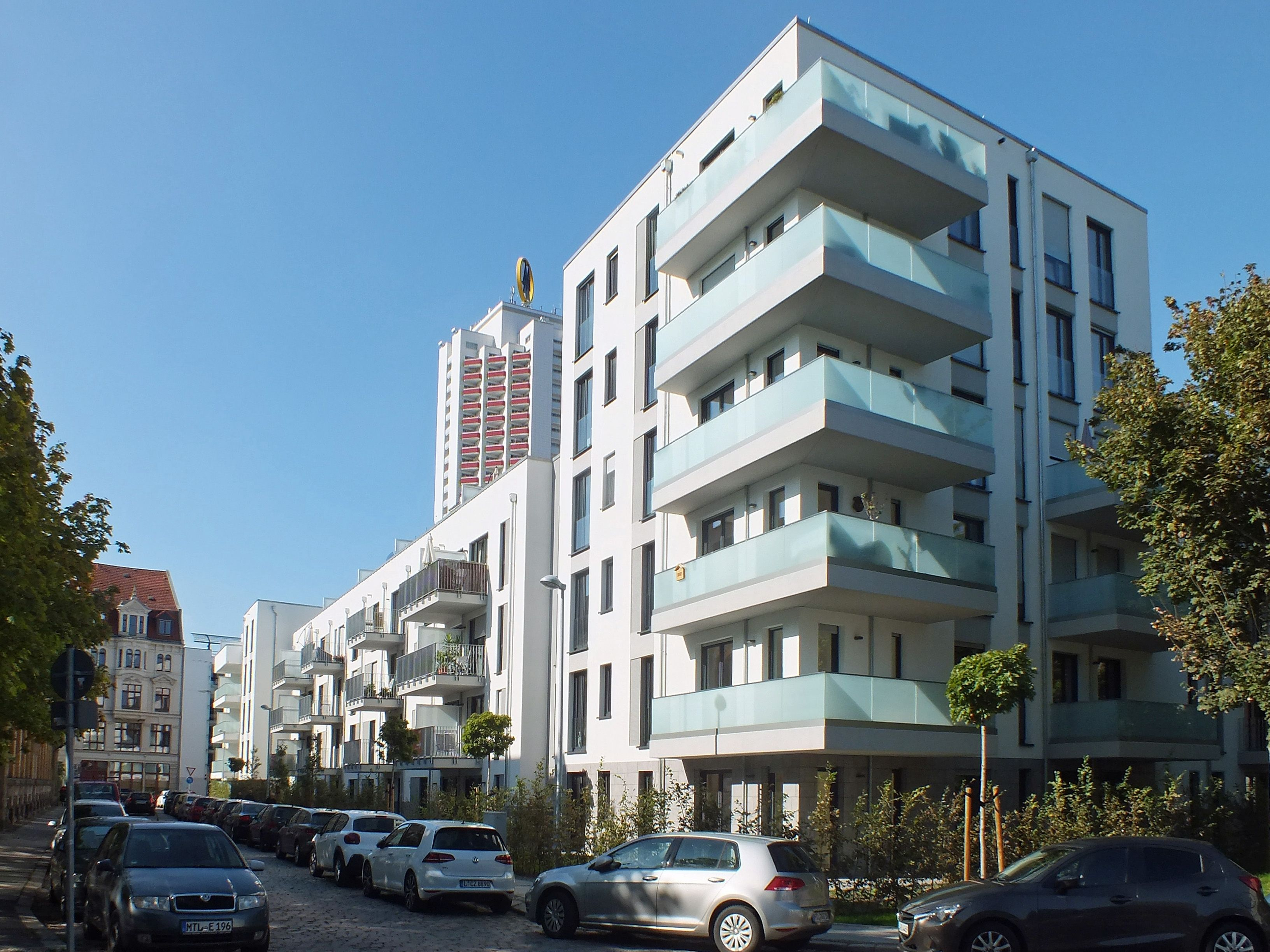
Etwa gleiche Richtung (2019)
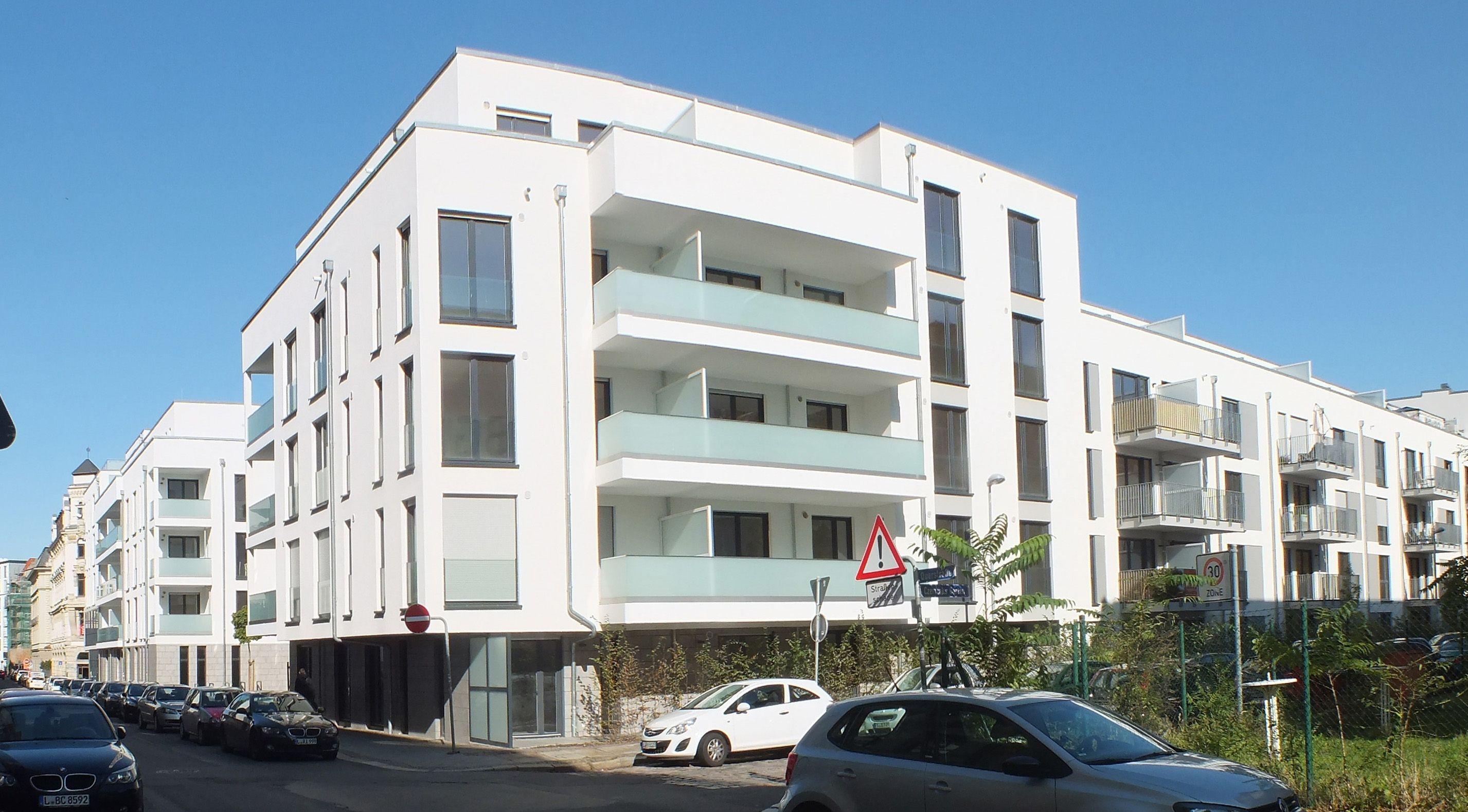
Das Garten-Carré von Süden (2019)

Im Jahr 2016 begann auf dem Gelände der Bau einer Wohnanlage nach Plänen der Leipziger S&P Sahlmann Planungsgesellschaft für Bauwesen mbH. Die Errichtung übernahm die Leipziger Firma ImmVest Wolf GmbH. Unter Anschluss an bestehende Bauten an der Büttnerstraße entstanden vier- bis sechsgeschossige Gebäude, die einen Innenhofbereich von etwa 2500 m² umschließen, in dem sich Grünflächen, Sitzbänke und Spielplätze befinden. Unter Bezug auf Czermak Garten, zu dem früher das Gelände gehörte, und auf die angrenzende Straße gleichen Namens, erhielt die Anlage den Namen Garten-Carré. 2018 zogen die ersten Mieter ein.